# Roderbruchmarkt

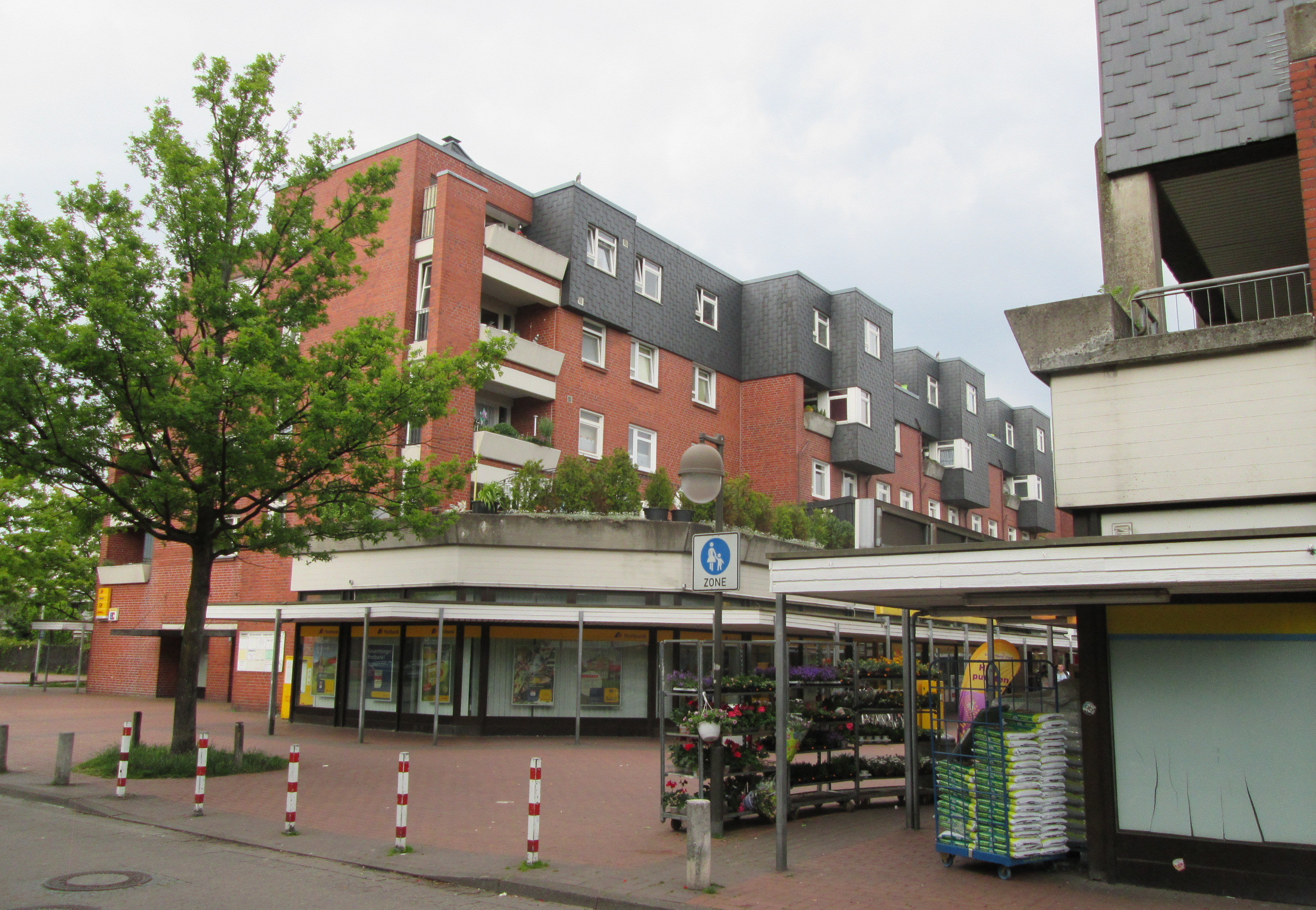
Blick in die mit roten Klinkern gepflasterte Fußgängerzone des Roderbruchmarktes

Der Roderbruchmarkt (ⓘ) in Hannover, Stadtteil Groß-Buchholz, wurde 1980 als Mittelpunkt des seinerzeitigen Neubaugebietes Roderbruch angelegt und erhielt im selben Jahr auch seinen amtlichen Namen. Auf der Platzanlage südlich der Nußriede mit bewusstem Bezug zu dem von Anfang an geplanten Marktort findet sich das 1981 eingeweihte Gemeindezentrum der Dietrich-Bonhoeffer-Gemeinde.

## Roderbruchmarktbrunnen
Der vom Künstler Jorge La Guardia entworfene, von dem Bauunternehmen Gundlach gestiftete und 1980 installierte Brunnen „Machu Picchu“ wurde Mitte der 2010er Jahre restauriert.